# Ptychochromis grandidieri
Ptychochromis grandidieri es una especie de peces de la familia Cichlidae en el orden de los Perciformes.

## Morfología
- Los machos pueden llegar alcanzar los 21,3 cm de longitud total.[2][3]

## Hábitat
Vive en zonas de clima tropical.

## Distribución geográfica
Se encuentra en Madagascar. En 1937 se extinguió en el lago Ihotry, debido al incremento en la salinidad de sus aguas.